# Lichtenberg im Erzgebirge
Lichtenberg im Erzgebirge är en kommun i Landkreis Mittelsachsen i förbundslandet Sachsen i Tyskland. Kommunen har cirka 2 700 invånare.
Kommunen ingår i förvaltningsområdet Lichtenberg-Weißenborn tillsammans med kommunen Weißenborn im Erzgebirge.